# Elena e Costantino
Elena e Costantino è un'opera in 2 atti di Carlo Coccia, su libretto di Andrea Leone Tottola. La prima rappresentazione ebbe luogo al Teatro São Carlos di Lisbona il 6 febbraio 1822.

## Personaggi
Gli interpreti della prima rappresentazione furono:
| Personaggio | Interprete                |
| ----------- | ------------------------- |
| Elena       | Giuditta Favini           |
| Constantino | Domenico Vaccani          |
| Edmondo     | Giovanni Maria Decapitani |
| Governatore | Natale Veglia             |
| Carlo       | Paolo Rosich              |
| Anna        | Teresa Zappucci           |
| Urbino      | Gaspare Martinelli        |

Lo stesso libretto era già stato musicato da Giovanni Simone Mayr (Napoli, 1814).

## Struttura musicale
- Sinfonia

### Atto I
- N. 1 - Introduzione e Cavatina di Carlo Come veloce, ruota, tu giri - O bella! Capisco (Coro, Anna, Urbino, Carlo)
- N. 2 - Duetto fra Carlo e Elena O ciel! qual turbamento!
- N. 3 - Aria di Elena Sciogliti pure in lagrime
- N. 4 - Coro e Cavatina di Costantino Cantiam dei nostri cori - Ah! se mirar potessi (Coro, Urbino, Costantino)
- N. 5 - Quintetto Dolce sposa (Costantino, Elena, Carlo, Coro, Urbino, Anna)
- N. 6 - Cavatina di Edonondo A me vieni Costantino (Edonondo, Coro)
- N. 7 - Finale I È certa il rumore (Edonondo, Urbino, Anna, Carlo, Costantino, Elena, Governatore, Coro)

### Atto II
- N. 8 - Coro e Duetto fra Carlo ed Edonondo Ultrice giustizia - Signor, la voce senti (Coro, Carlo, Edonondo)
- N. 9 - Duetto fra Elena e Costantino Deh! Lasciami almeno
- N. 10 - Aria di Edonondo e Finale II Tu che sia il mio disio - Giustizia vuol vendetta (Edonondo, Coro, Governatore, Anna, Urbino, Carlo, Costantino, Elena)